# União das Freguesias de Castro Laboreiro e Lamas de Mouro
Die União das Freguesias de Castro Laboreiro e Lamas de Mouro ist eine portugiesische Gemeinde (Freguesia) im Kreis (Concelho) Melgaço im Nordwesten Portugals.

## Geschichte
Die Gemeinde entstand im Zuge der Gebietsreform vom 29. September 2013 durch die Zusammenlegung der ehemaligen Gemeinden Castro Laboreiro und Lamas de Mouro. Castro Laboreiro wurde Sitz der neuen Verwaltung.

## Demographie
| Freguesia | Freguesia                         | Freguesia | Freguesia       | ehemalige Freguesias | ehemalige Freguesias | ehemalige Freguesias | ehemalige Freguesias |
| --------- | --------------------------------- | --------- | --------------- | -------------------- | -------------------- | -------------------- | -------------------- |
| Wappen    | Freguesia                         | Einwohner | Fläche in (km²) | Wappen               | Freguesia            | Einwohner            | Fläche in (km²)      |
|           | Castro Laboreiro e Lamas de Mouro | 503       | 106,09          |                      | Castro Laboreiro     | 533                  | 88,45                |
|           | Castro Laboreiro e Lamas de Mouro | 503       | 106,09          | Lamas de Mouro       | 117                  | 17,64                |                      |

## Kulturdenkmale
Vgl. die Liste der Kulturdenkmale in der Freguesia União das Freguesias de Castro Laboreiro e Lamas de Mouro.